# Jahre Line
Die Jahre Line I/S war eine norwegische Reederei, die von 1961 bis 1990 die Bundesrepublik Deutschland mit Norwegen auf der Route Kiel – Oslo verband, bis sie durch den Zusammenschluss mit der Norway Line zur Color Line wurde.

## Geschichte

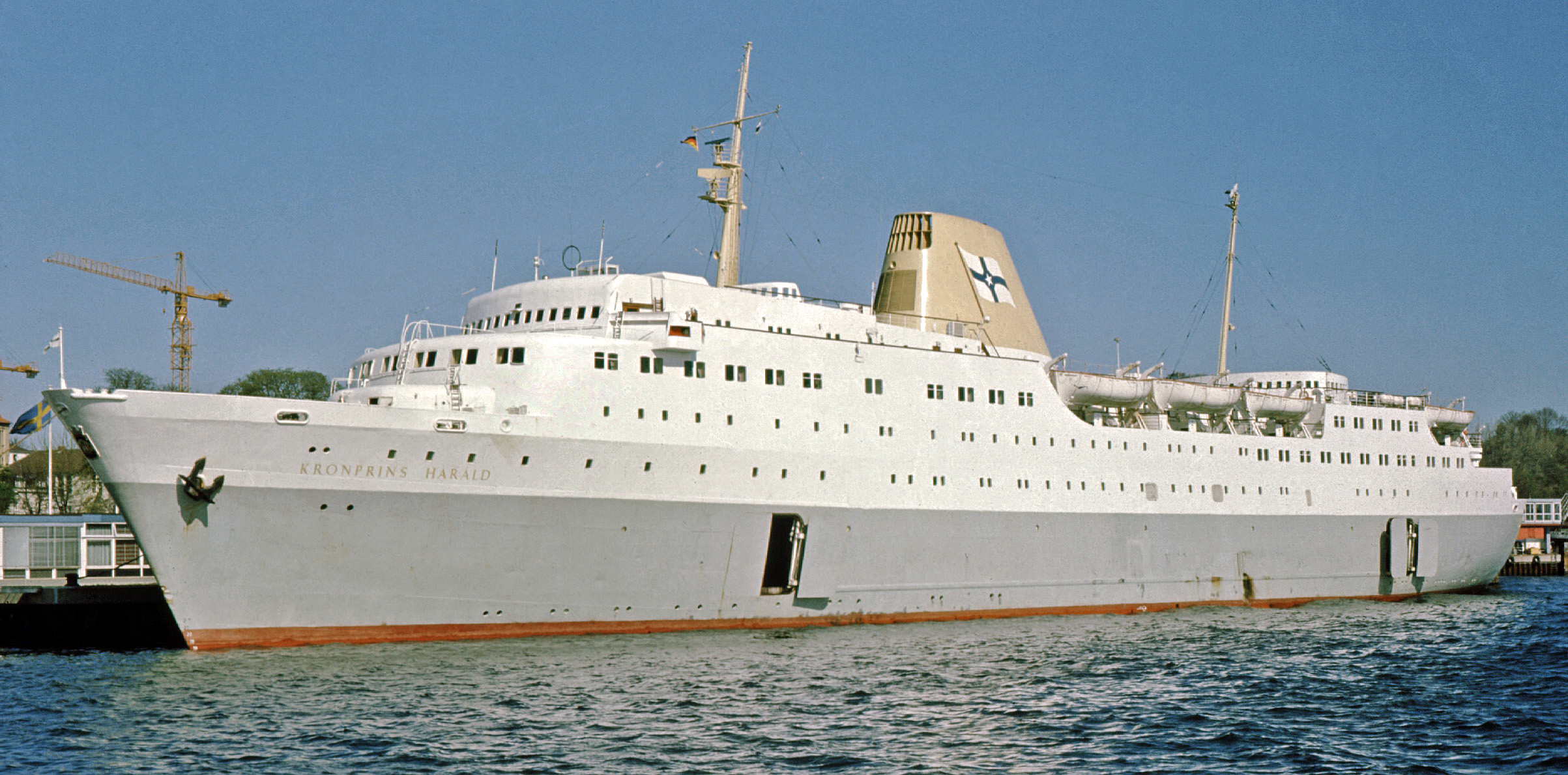
Kronprins Harald (1)

Jahre Line ließ bereits 1939 mit der Janus das erste Schiff bauen, verkaufte es jedoch vor der Fertigstellung an die Rederi Ab Nordstjernan.

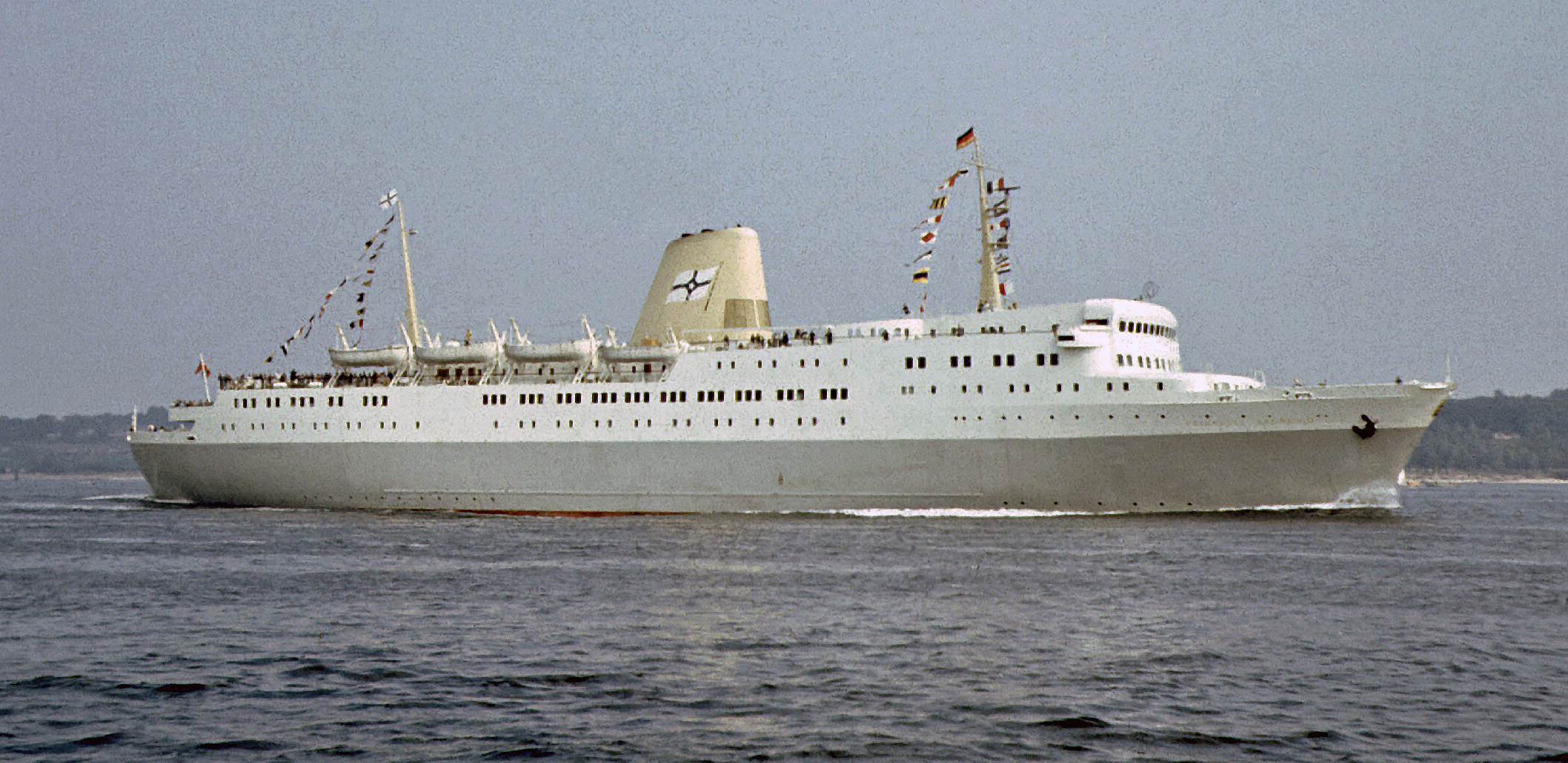
Die Prinsesse Ragnhild von 1966

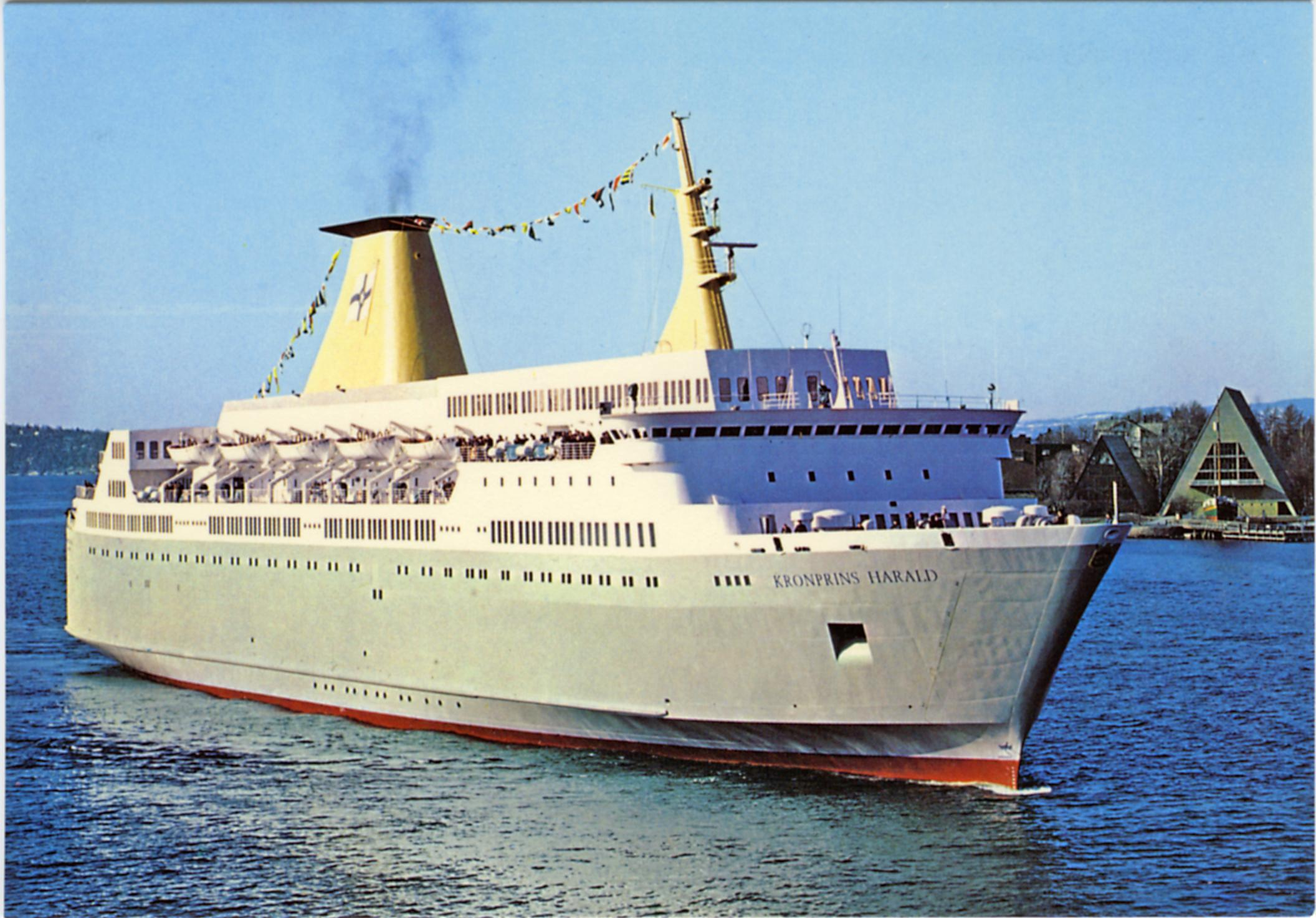
Die 1976 in Dienst gestellte zweite Kronprins Harald

1949 kaufte Jahre Line die Saturnus und benannte sie in Jacinth um.
Am 2. Mai 1961 startete die erste Kronprins Harald erstmals von Oslo. Sie wurde von Howaldtswerke Deutsche Werft in Kiel gebaut. 1966 wurde die erste Prinsesse Ragnhild von HDW in Kiel abgeliefert. In den Jahren 1966 bis 1972 unternahm sie sogar Kreuzfahrten ans Nordkap und ins Mittelmeer.
Im Jahr 1973 charterte die Reederei die Wesertal. 1973 wurde außerdem die zweite Kronprins Harald bei der Nobiskrug-Werft in Rendsburg bestellt und 1976 abgeliefert. Im Jahr 1976 wurde die  bisherige Kronprins Harald an die Vietnam Ocean Shipping Company verkauft und von der gleichnamigen Nachfolgerin ersetzt. Die bisherige Kronprins Harald bediente die Route bis April 1976 und erhielt vom neuen Betreiber den Namen Ha Long.
1977 wurde die Suffolk auf der Route Kiel – Oslo eingesetzt.
1980 wurde die Prinsesse Ragnhild von der Indienststellung des gleichnamigen Nachfolgeschiffs von der Route Kiel – Oslo abgezogen und fortan unter dem Namen Janina in Norwegen als Wohnschiff eingesetzt. 1981 folgte der Verkauf. Im selben Jahr  1981 wurde von Howaldtswerke-Deutsche Werft in Kiel die zweite Prinsesse Ragnhild abgeliefert.
Von 1985 bis 1987 wurde die Jalina gechartert und zwischen Kiel und Oslo eingesetzt.
Die 1976 gebaute Kronprins Harald bediente die Route bis 1. März 1987 und wurde im März desselben Jahres von der gleichnamigen Nachfolgerin ersetzt. Sie und die Prinsesse Ragnhild von 1981 bedienten die Route bis Herbst 1990 und gingen danach an Color Line über, die sie unter den gleichen Namen auf derselben Route weiter betrieben.

## Verbleib der Schiffe
Die Kronprins Harald von 1961 wurde 1974 an die  Vietnam Ocean Shipping Company verkauft, die es nach der Übergabe im Jahr 1976 als Ha Long betrieb. Nach mehreren Eigentümerwechseln wurde das Schiff schließlich im Jahr 2005 als Medousa in Aliağa in der Türkei verschrottet.
Die Prinsesse Ragnhild von 1966 unternahm seit 1998 als Ji Mei von Hongkong aus Kasinokreuzfahrten. Sie sank am 10. April 2022 im Schlepp nach Alang.
Die Kronprins Harald von 1976 wurde 1987 an DFDS verkauft und in Hamburg und später in Admiral of Scandinavia umbenannt. Im August 2000 wurde sie an Charm Enterprise (Access Ferries) nach Panama verkauft.
Am 20. November 2000 wurde sie in Caribbean Express umbenannt.  Am 25. Januar 2011 traf sie in Alang, Indien zur Verschrottung ein.
Die Prinsesse Ragnhild von 1981 wurde 1991 in Cádiz um 30 Meter verlängert. Die bediente diese Route bis Dezember 2004. Danach bediente sie die Route Kristianssand – Hirtshals, später Hirtshals – Stavanger – Bergen und ab Januar 2008 Hirtshals – Oslo als Ersatz für die verkaufte Color Festival. Vom 9. Mai 2008 bis 1. Oktober 2008 lag sie in Sandefjord auf. Im September 2008 wurde die Prinsesse Ragnhild an die Celebration Cruise Line verkauft. Am 1. Oktober 2008 wurde das Schiff übergeben und in Bahamas Celebration umbenannt und lief am selben Tag Richtung Freeport, Bahamas, aus. Nachdem das Schiff im Oktober 2014 vor Freeport auf Grund lief, wurde es ab Oktober 2015 als Celebration in Alang, Indien, verschrottet.
Die Kronprins Harald von 1987 bediente die Route Kiel – Oslo bis zum 1. September 2007 und wurde am 3. September nach Fredericia überführt. Am 15. September 2007 übernahm an ihrer Stelle die Nachfolgerin Color Magic die Verbindung Kiel – Oslo. Von 2007 bis 2019 fuhr sie als Oscar Wilde für Irish Ferries. Seit 2019 wird das Schiff als GNV Allegra von der italienischen Reederei Grandi Navi Veloci betrieben.